# Kecskeméti utca (Budapešť)
Kecskeméti utca je ulice v hlavním městě Maďarska, Budapešti. Leží v samotném středu města, v pátém obvodě, v jeho jižní části. 200 m dlouhá ulice spojuje náměstí Kálvin tér s Univerzitním náměstím.

## Název
Ulice je pojmenována podle města Kecskemétu, které leží jihovýchodně od Budapešti.

## Historie
Jedná se o historickou ulici, která se nachází v samotném centru Pešti. Svůj název má od nepaměti. Od 90. let 19. století ní projížděly tramvaje, trať sloužila až do druhé světové války, poté zanikla.

## Doprava
Ulice je méně rušnou městskou třídou s širokými chodníky a stromořadím, přístupnou pro automobilovou dopravu. Je na ní jednosměrný provoz.
Pod ulicí vede linka metra M3 budapešťského metra.

## Významné objekty
- KÖZTI-ház